# Vaterpolsko prvenstvo Jugoslavije 1965.
Vaterpolsko prvenstvo Jugoslavije za 1965. godinu je osvojio Partizan iz Beograda.

## Ljestvica
Konačan poredak s osvojenim bodovima.
```
1. Partizan Beograd           25
2. Mladost Zagreb             23
3. Jadran Herceg Novi         20
4. Mornar Split               11
5. Crvena zvezda Beograd      10
6. Jadran Split               10
7. Primorac Kotor             10
8. POŠK Split                  3
```